# Bistum Oliveira
Das Bistum Oliveira (lat.: Dioecesis Oliveirensis) ist eine in Brasilien gelegene römisch-katholische Diözese mit Sitz in Oliveira im Bundesstaat Minas Gerais.
Ihr Gebiet umfasst die Gemeinden Aguanil, Bom Sucesso, Campo Belo, Cana Verde, Candeias, Carmo da Mata, Carmópolis de Minas, Cristais, Desterro de Entre Rios, Itaguara, Oliveira, Passa Tempo, Perdões, Piracema, Ribeirão Vermelho, Santana do Jacaré, Santo Antônio do Amparo, São Francisco de Paula und São Tiago.

## Geschichte
Das Bistum Oliveira wurde am 20. Dezember 1941 durch Papst Pius XII. mit der Apostolischen Konstitution Quo uberiores aus Gebietsabtretungen des Erzbistums Belo Horizonte errichtet und diesem als Suffraganbistum unterstellt.

## Bischöfe von Oliveira
- José de Medeiros Leite, 1945–1977
- Antônio Carlos Mesquita, 1977–1983, dann Bischof von São João del Rei
- Francisco Barroso Filho, 1983–2004
- Jésus Rocha, 2004–2006
- Miguel Ângelo Freitas Ribeiro, seit 2007

Wappen des Bistums Oliveira
Regional CNBB Leste 2